# Dingy-Saint-Clair
Dingy-Saint-Clair är en kommun i departementet Haute-Savoie i regionen Auvergne-Rhône-Alpes i sydöstra Frankrike. Kommunen ligger i kantonen Annecy-le-Vieux som tillhör arrondissementet Annecy. År 2022 hade Dingy-Saint-Clair 1 459 invånare.

## Befolkningsutveckling
Antalet invånare i kommunen Dingy-Saint-Clair
| Referens: INSEE |